# 普羅明 (盧茨克區)
50°38′46″N 25°16′17″E / 50.64611°N 25.27139°E
普羅明（烏克蘭語：Промінь），是烏克蘭的村落，位於該國西部沃倫州，由盧茨克區負責管轄，始建於1964年，面積0.98平方公里，海拔高度194米，2010年人口527，人口密度每平方公里539.96人。